# Schlagzähigkeit

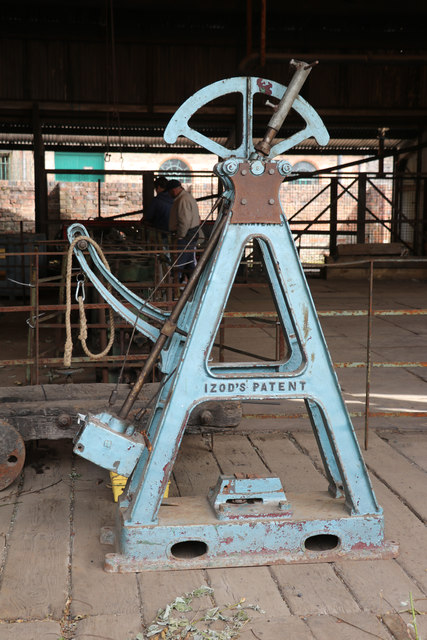
Izod-Pendelhammer in Blists Hill Victorian Town

Die Schlagzähigkeit beschreibt die Fähigkeit eines Werkstoffes, Stoßenergie und Schlagenergie zu absorbieren. Die Schlagzähigkeit wird berechnet als das Verhältnis aus Schlagarbeit und Prüfkörperquerschnitt (Maßeinheit kJ/m²).
Die Schlagzähigkeit kann durch verschiedene Arten des Kerbschlagbiegeversuchs (nach Charpy oder nach Izod) bestimmt werden. Im Unterschied zur Kerbschlagzähigkeit wird bei der Schlagzähigkeit der Prüfkörper nicht eingekerbt.